# Bubopsis zarudnyi
Bubopsis zarudnyi is een insect uit de familie van de vlinderhaften (Ascalaphidae), die tot de orde netvleugeligen (Neuroptera) behoort. 
Bubopsis zarudnyi is voor het eerst wetenschappelijk beschreven door Martynova in 1926.